# Megjött apuci!
A Megjött apuci! (eredeti cím: Daddy's Home) egy 2015-ös amerikai vígjáték, amelyet Sean Anders rendezett, írói Brian Burns, Sean Anders és John Morris. Főszereplők Will Ferrell, Mark Wahlberg és Linda Cardellini.
Az Amerikai Egyesült Államokban 2015. december 25-én mutatták be, Magyarországon – 2016. január 7-én, magyar szinkronnal, az UIP Duna forgalmazásában.
A film forgatása 2014. november 17-én kezdődött New Orleans-ban (Louisiana). Ez a második közös együttműködése Ferrellnek és Wahlbergnek, a 2010-ben bemutatott Pancser Police című akció-vígjáték után.

## Cselekmény
A történet középpontjában egy jólelkű rendes fickó, Brad Whitaker (Ferrell) áll, aki feleségével, annak kisfiával és kislányával él. Egy nap belép az életükbe a gyerekek vér szerinti apja, Dusty (Wahlberg), hogy fenekestül felforgassa az életüket. A két apa beteges versengésbe kezd, hogy elnyerjék a két gyerek szeretetét. Mindkét gyerek egyszerűen oda van az igazi apjukért, a kemény és menő Dustyért, ám kevésbé a mostohaapjukért. A versengés már nagyon a tetőfokra hág, amikor az anya, Sarah elküldi otthonról Bradet, így Dusty megpróbál közeledni Sarahhoz. Kis idő múlva Dusty nem bírja már az apaságal járó teendőket. Brad és ő a végén segítenek egymásnak az apaság nehézségeiben. Brad és Sarah kibékülnek és lesz egy közös gyerekük. Dusty a szomszédban épít házat és feleségül vesz egy nőt, akinek az előző házasságából van egy gyereke. Innentől már csak egy-két pillanat erejéig felbukkan Dusty mostohalányának igazi apja is, aki még Dusty-nál is nagyobb macsó!

## Szereplők
| Színész             | Szerep               | Magyar hang             |
| ------------------- | -------------------- | ----------------------- |
| Will Ferrell        | Brad Whitaker        | Kerekes József          |
| Mark Wahlberg       | Dusty Mayron         | Stohl András            |
| Linda Cardellini    | Sara Whitaker        | Zsigmond Tamara         |
| Scarlett Estevez    | Megan Mayron         | Dolmány-Bogdányi Korina |
| Owen Vaccaro        | Dylan Mayron         | Berecz Kristóf Uwe      |
| Bobby Cannavale     | Dr. Emilio Francisco | Fekete Ernő             |
| Thomas Haden Church | Leo                  | Csuja Imre              |
| John Cena           | Roger                | Bognár Tamás            |

## Fogadtatás
A film vegyes fogadtatásban részesült. A negatív vélemények mellett dicsérték Wahlberg és Ferrell színészi teljesítményét is. A Metacritic oldalán a film értékelése 42% a 100-ból, ami 30 véleményen alapul. A Rotten Tomatoeson a Megjött apuci! 30%-os minősítést kapott, 84 értékelés alapján.

## Bevételi adatok
A film gyártási költsége 50 millió dollár volt.
| Időszak               | észak-amerikai bevétel | észak-amerikai összbevétel |
| --------------------- | ---------------------- | -------------------------- |
| 2015. december 25-31. | $ 64 684 278           | $ 64 684 278               |
| 2016. január 1-7.     | $ 36 629 298           | $ 101 313 576              |
| 2016. január 8-14.    | $ 18 642 526           | $ 119 956 102              |

| Időszak            | magyarországi bevétel | magyarországi összbevétel |
| ------------------ | --------------------- | ------------------------- |
| 2016. január 7-10. | Ft 63 851 967         | Ft 63 851 967             |